# Associação Real Maré Futebol Clube
Associação Real Maré Futebol Clube é uma agremiação esportiva da cidade do Rio de Janeiro. 

## História
O clube disputa o Copa Rio Amador da Capital, antigo Departamento Autônomo do Rio de Janeiro.